# 羅馬玻璃

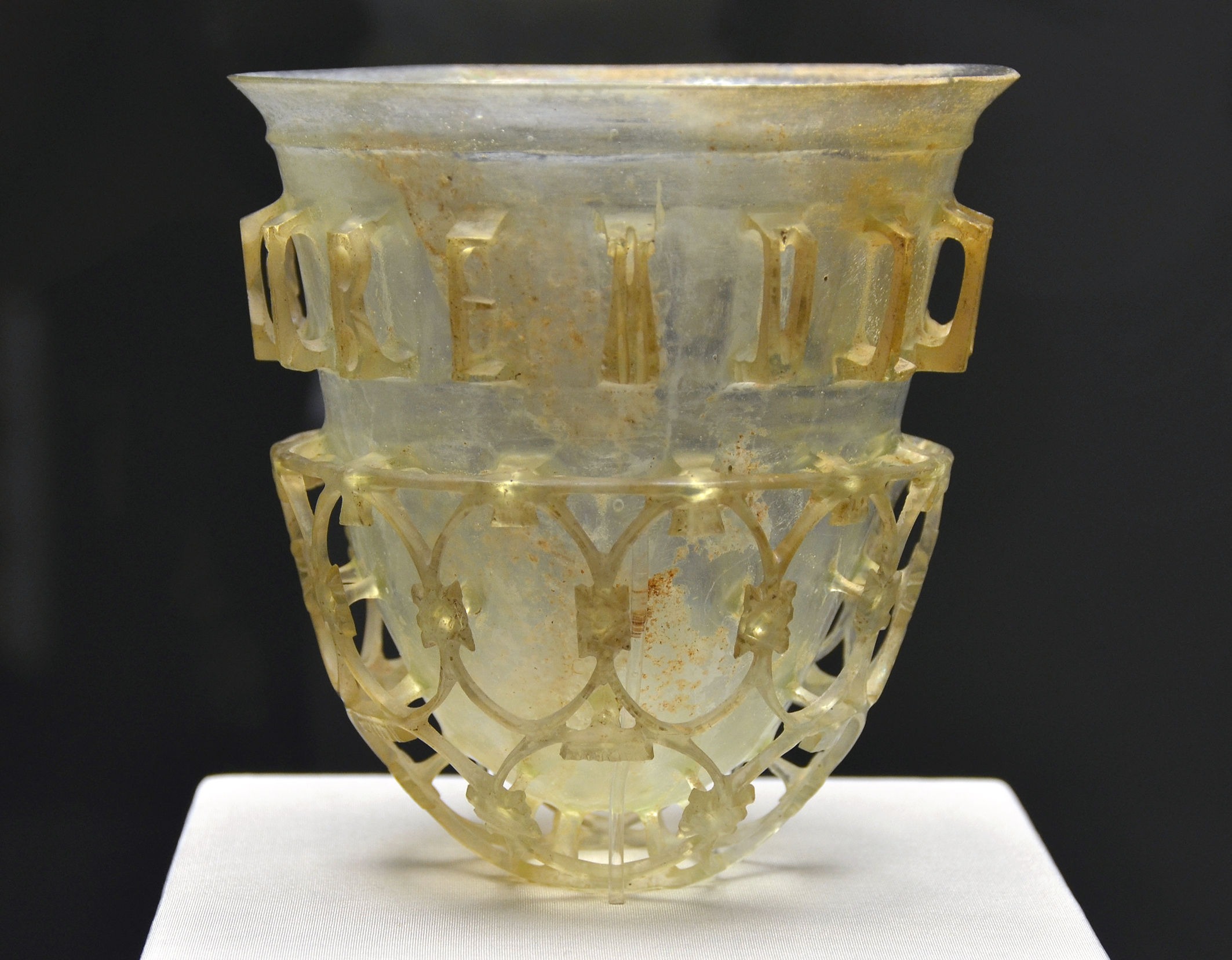
4世紀中期的羅馬玻璃籠子杯，發現於科隆

羅馬玻璃是指羅馬帝國的玻璃製品，在羅馬帝國的遺跡廣泛發現。羅馬玻璃的生產技術傳承自希臘的技術傳統，最初生產深色的玻璃器皿。但在1世紀時，羅馬玻璃經歷高速技術發展，無色及淺藍色玻璃成為主要玻璃。1世紀末時，玻璃在羅馬已成為廣泛使用的材料。